# Cellophane Memories
Cellophane Memories è il terzo album in studio collaborativo della cantante statunitense Chrystabell e del regista e musicista statunitense David Lynch. Il disco è stato pubblicato il 2 agosto 2024 da Sacred Bones Records. 

## Tracce
Testi e musiche di David Lynch e Chrysta Bell Zucht, eccetto dove indicato.
1. She Knew (Lynch, Zucht, Angelo Badalamenti) – 3:12
2. The Sky Falls – 3:50
3. You Know the Rest – 3:16
4. So Much Love (Lynch, Zucht, Badalamenti) – 3:51
5. Two Lovers Kiss – 3:19
6. The Answers to the Questions (Lynch, Zucht, Dean Hurley) – 5:50
7. With Small Animals – 3:19
8. Reflections in a Blade (Lynch, Zucht, Hurley) – 4:02
9. Dance of Light – 4:08
10. Sublime Eternal Love – 2:46